# Spiczyn
Spiczyn – wieś w Polsce położona na Wysoczyźnie Lubartowskiej, w województwie lubelskim, w powiecie łęczyńskim, w gminie Spiczyn. Leży nad rzeką Bystrzycą (dopływ Wieprza), przy drodze wojewódzkiej nr 829.
| SIMC    | Nazwa | Rodzaj    |
| ------- | ----- | --------- |
| 0391331 | Jamy  | część wsi |
| 0391348 | Orduń | część wsi |

Miejscowość jest sołectwem, siedzibą gminy Spiczyn. Według Narodowego Spisu Powszechnego z roku 2011 wieś liczyła 688 mieszkańców.
Historycznie położona jest w Małopolsce (początkowo w ziemi sandomierskiej, a następnie w ziemi lubelskiej). Wieś szlachecka położona była w drugiej połowie XVI wieku w powiecie lubelskim województwa lubelskiego. W latach 1975–1998 miejscowość administracyjnie należała do ówczesnego województwa lubelskiego.
Przed drugą wojną światową na folwarku w Spiczynie pracował podporucznik rezerwy Wojska Polskiego Michał Woronowski (1909-1940) syn Józefa i Barbary, ofiara zbrodni katyńskiej zamordowana w Katyniu.
W Spiczynie znajdują się:
- dwie kapliczki: Najświętszej Marii Panny, domkowa, drewniana, zbudowana ok. 1850 roku i św. Floriana, wymurowana na przełomie XVIII i XIX wieku.
- mogiła z prochami dwóch uczestników powstania styczniowego z oddziału Michała Heidenreicha, pseud. „Kruk”.

Wierni Kościoła rzymskokatolickiego należą do parafii św. Anny w Kijanach.
Na terenie wsi działalność prowadzi placówka misyjna Chrześcijańskiej Wspólnoty Ewangelicznej.

## Historia
Wykopaliska potwierdziły istnienie tutaj osady już w czasach rzymskich. Z VII w. pochodzą kurhany całopalne opisane w latach pięćdziesiątych przez prof. Jana Gurbę i prof. Leszka Gajewskiego. 
Spiczyn już w XIV w. był własnością szlachecką, podobnie jak Kijany i Zawieprzyce. Pierwsza wzmianka o Spiczynie pochodzi z 1381 r., kiedy właścicielem miejscowości był Hieronim Spiczyński. Opracowania naukowe podają, że w XV w. w Spiczynie był zamek strzegący przeprawy na Bystrzycy, młyn wodny oraz karczma. Wieś w XVI w. występująca jako Syczyn wchodziła w skład dóbr łęczyńskich odziedziczonych około 1662 przez Annę Noskowską.
Osada swoją nazwę zawdzięcza prawdopodobnie słowu "stpica", co oznaczało w dawnych czasach drewnianą szprychę koła od wozu. Nazwa może pochodzić również od słowa "spikać się", co oznaczało łączyć się. To tutaj Bystrzyca wpada do Wieprza, a więc rzeki "spikają się". Wg innej legendy nazwa pochodzi od starego mężczyzny, który chodził po wsi ze szpicą (zaostrzonym na końcu kijem) i pilnował w dzień i w nocy, aby w tej miejscowości panował porządek.